# Magic Tour Highlights
Magic Tour Highlights je EP Brucea Springsteena i E Street Banda koji se sastoji od četiri koncertne audio pjesme i njihovih spotova, a objavljen je za digitalni download 15. srpnja 2008. Izvedbe su snimljene tijekom Magic Toura, a uključuju gostovanja drugih glazbenika, kao i posljednji nastup Dannyja Federicija s grupom.
Dohodak od prodaje albuma proslijeđen je u Danny Federici Melanoma Fund.

## Popis pjesama
1. "Always a Friend" (Alejandro Escovedo, Chuck Prophet) (s Alejandrom Escovedom) Snimljeno: 14. travnja 2008. u Houstonu
2. "The Ghost of Tom Joad" (Bruce Springsteen) (s Tomom Morellom) Snimljeno: 7. travnja 2008. u Anaheimu
3. "Turn! Turn! Turn!" (Pete Seeger) (s Rogerom McGuinnom) Snimljeno: 23. travnja 2008. u Orlandu
4. "4th of July, Asbury Park (Sandy)" (Bruce Springsteen) (posljednji nastup Dannyja Federicija s E Street Bandom) Snimljeno: 20. ožujka 2008. u Indianapolisu

## Izvođači
- Roy Bittan – klavir
- Clarence Clemons – saksofon, perkusije
- Charlie Giordano – orgulje
- Nils Lofgren - gitara, prateći vokali
- Bruce Springsteen - gitara, vokali
- Garry Tallent - bas
- Soozie Tyrell - violina, prateći vokali
- Steve Van Zandt - gitara, prateći vokali
- Max Weinberg - bubnjevi

## Produkcija
- Snimanje – John Cooper
- Miksanje – Bob Clearmountain
- Mastering – Bob Ludwig
- Redatelj spotova – Chris Hilson
- Montaža spotova – Thom Zinny
- Dizajn omota – Michelle Holme